# Berit Wilson
Berit Marianne Wilson, född 9 januari 1928 i Stockholm, död 25 oktober 2021, var en svensk journalist och litteraturkritiker.
Wilson, som var dotter till bankkamrer Jarl Wilson och Irma Schulz, var journalist på Morgonposten 1948–1950, Borås Nyheter 1951, Göteborgs Handels- och Sjöfartstidning 1951–1957, Morgonbladet 1957–1958, Upsala Nya Tidning 1958 och Dagens Nyheter från 1958. Hon var medlem i Grupp 8 1969–1973, blev filosofie kandidat 1979 och styrelseledamot i Hjalmar Bergmansamfundet 1987. Hon har bland annat medverkat i Klartext (1964), Klassiker i livet (1981), Kvinnornas litteraturhistoria (1985), På Tingstens tid (1989) och skrivit artiklar om Barbro Alving och Ulla Isaksson.